# پرسلاول-زالسکیی
شهر پرسلاول-زالسکی (به روسی: Переславль-Залесский) در کشور روسیه و در اوبلاست یاروسلاول واقع شده‌است.

## نگارخانه

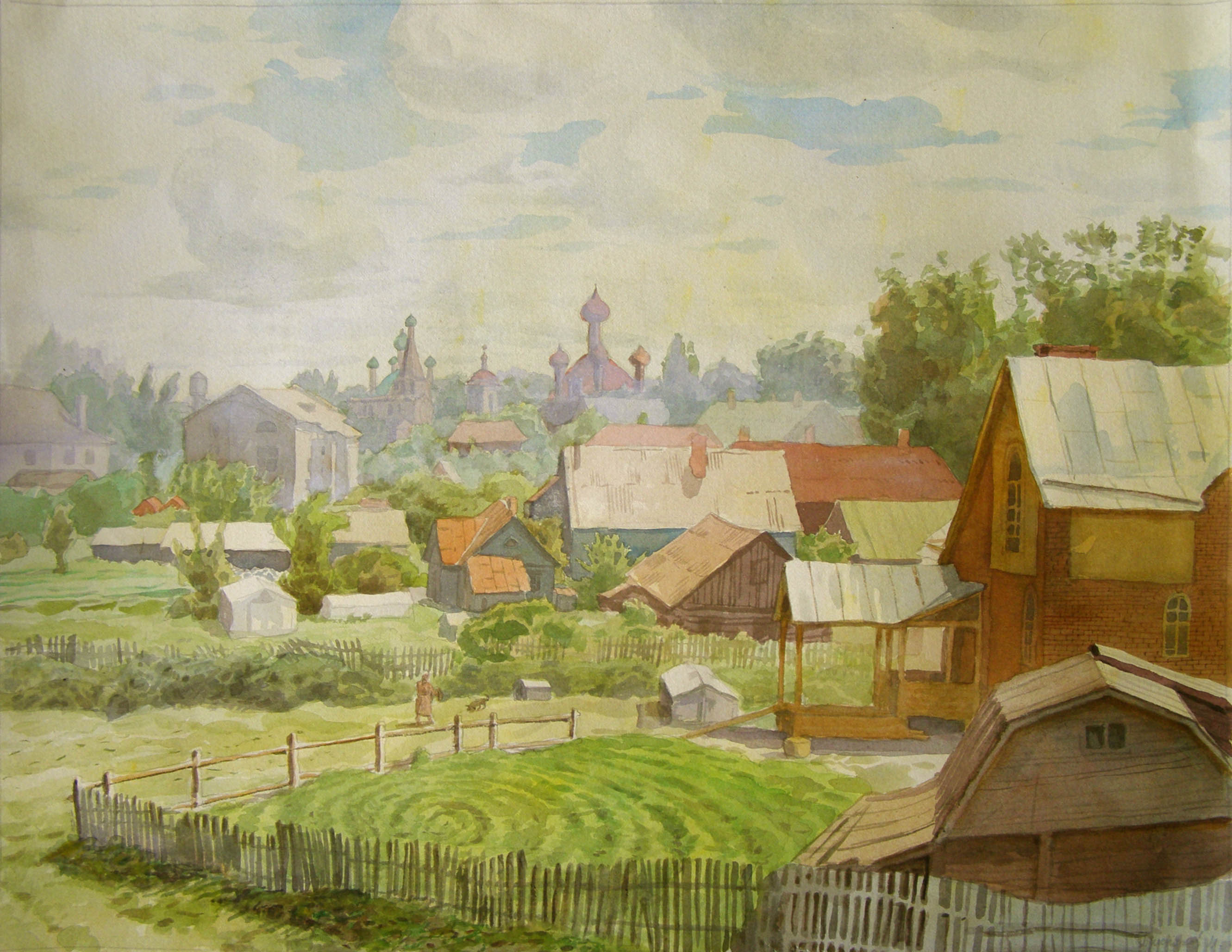
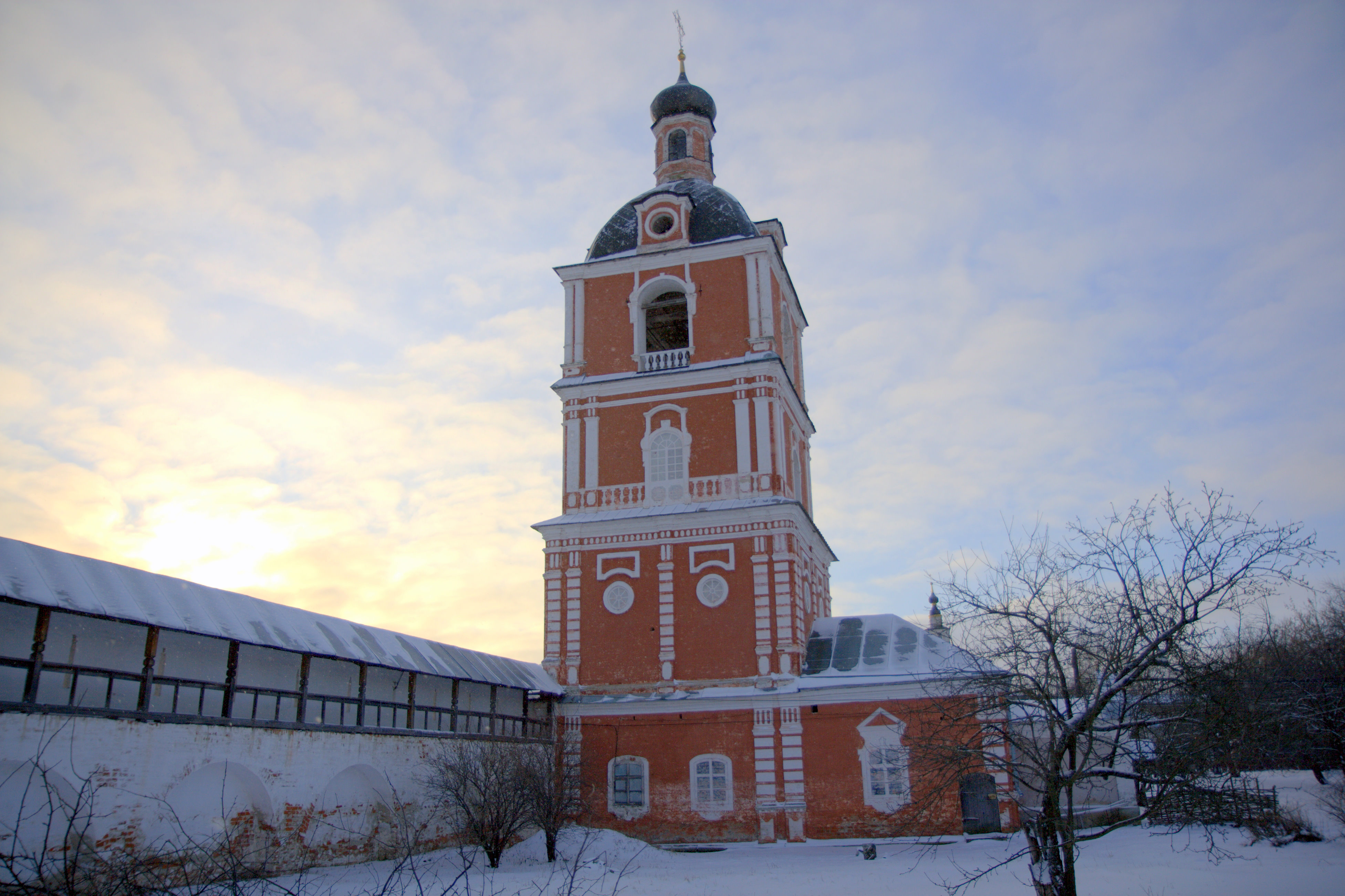
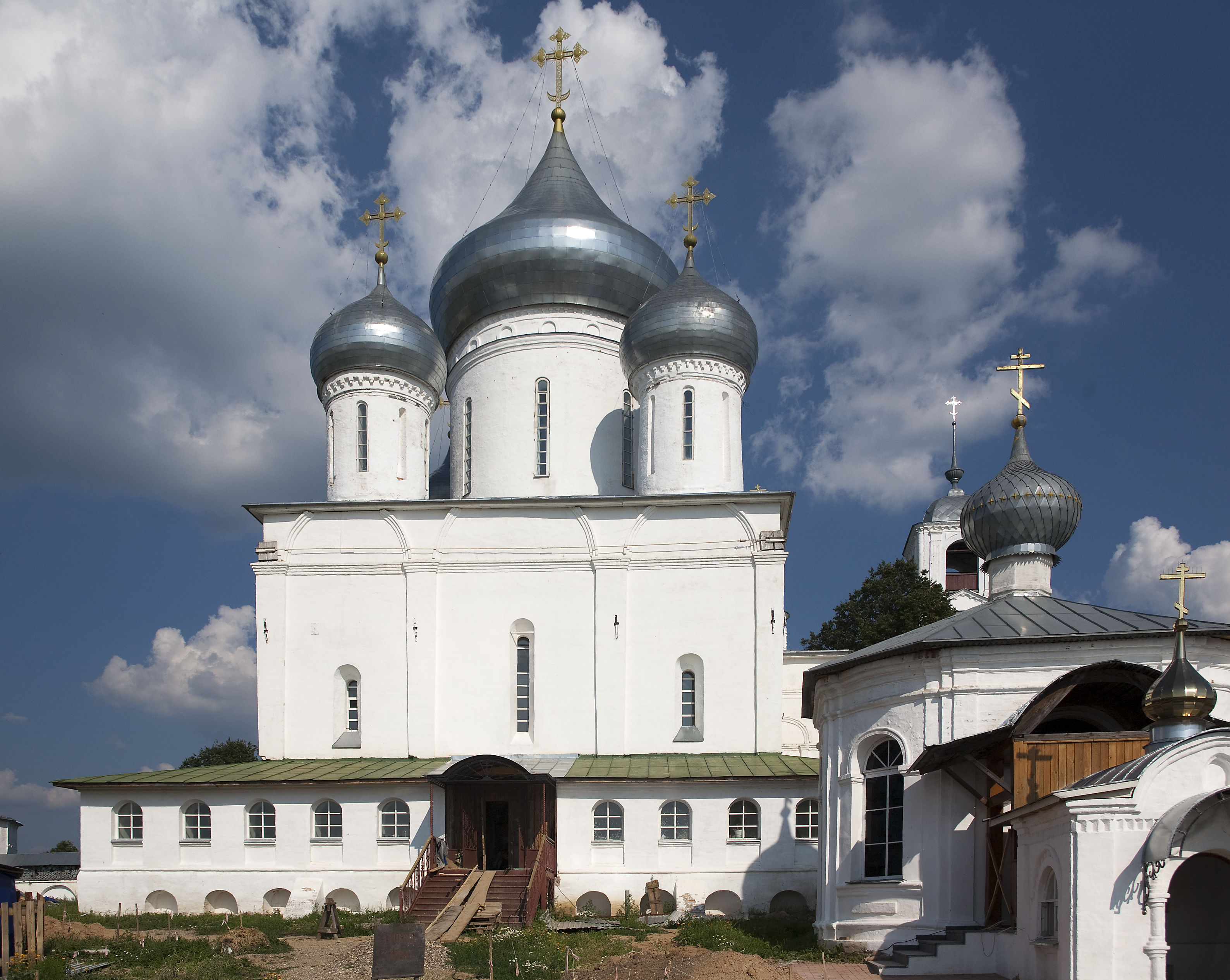